# Нетопир звичайний
Нетопир звичайний — надвид кажанів родини лиликові (Vespertilionidae), до складу якого відносять найдрібніших кажанів Європи (зокрема й України), відомих у давній літературі під спільною назвою Vespertilio pipistrellus.

## Історія таксономії
Протягом тривалого часу (фактично від часів Ліннея до середини 20 ст.) вернакулярну назву тварин «нетопир» поширювали на всіх або більшість кажанів (нето — ніч, пир — літати: «той, що пиряє вночі»), і вона була в синонімічному ряду до лилик, кажан, пергач, нічниця тощо. Наукова назва Pipistrellus протягом того ж часу розглядалася тільки як видова частина біномена Vespertilio pipistrellus, який можна перекласти у відповідності до сучасних назв таксонів як «лилик нетопировий» (Vespertilio — лилик).
У працях середини 20 ст. науковці стали розрізняти у межах «нетопира» у вузькому розумінні (Vespertilio pipistrellus) кілька видів, у тому числі відомі у складі фауни України нетопира натузієва та нетопира малого  (та низку інших видів поза межами України та Європи загалом), що стало однією з причин виокремлення групи дрібних лиликів у рід Pipistrellus (s. str.).
Після цього, з середини 20 ст. і до його кінця нетопирами називали тільки дрібних лиликів, яких виокремили в самостійний рід Pipistrellus і розділили на два види — «нетопир натузіїв» та «нетопир малий».
Близько 2000 року (в різних країнах — з 1998 до 2004) науковці стали розрізняти дві форми малого нетопира, які відносно добре відмінні за ультразвуком (і додатково проаналізовані за ДНК):
- форму «45 Кгц» — переважно південну і західну, яку позначили як Pipistrellus pipistrellus (s. str.)
- форму «55 Кгц» («сопрано-форма») — переважно північну, яку позначили як Pipistrellus mediterraneus (= Pipistrellus pygmaeus).

## Склад надвиду

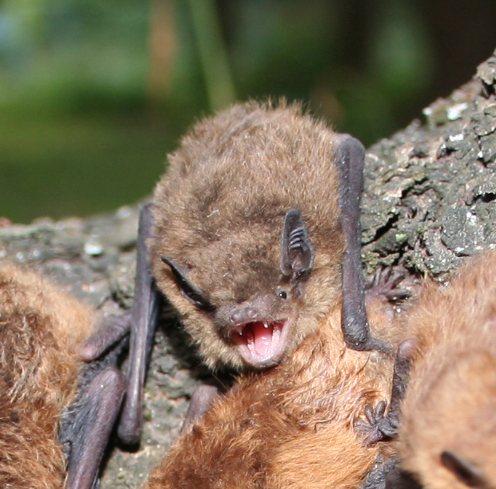
Pipistrellus pygmaeus з материнської колонії на біостанції Ново-Ільєнко (Луганщина)

До складу надвиду (в обсязі фауни України) входять три види нетопирів (наукові та вернакулярні назви — за вебсайтом Українського теріологічного товариства НАН України):
- нетопир лісовий, або натузіїв (Pipistrellus nathusii)
- нетопир карлик (Pipistrellus pipistrellus)
- нетопир пігмей (Pipistrellus pygmaeus)